# Jeff Hardy
Jeffrey Nero ("Jeff") Hardy (Cameron (North Carolina), 31 augustus 1977) is een Amerikaans professioneel worstelaar die het meest bekend is van zijn tijd bij de World Wrestling Entertainment. Hardy is een 3-voudig WWE World Heavyweight Champion, maar is vooral bekend als helft van een tag team met zijn broer Matt, beter bekend als The Hardy Boyz. Hardy wordt beschouwd als een van de meest sensationele worstelaars ter wereld.
Hardy's carrière in de World Wrestling Entertainment behelst vier periodes, waarvan in de eerste - tussen 1994 en 1996 - voor de nog onrijpe Hardy groot succes uitbleef. Hardy kende twee zeer succesvolle periodes tussen 1998 en 2003 en van 2006 tot 2009. Gedurende laatstgenoemde veroverde hij een keer het WWE Championship en twee keer het voormalige World Heavyweight Championship. Hardy is een voormalig WWE European Champion en is tevens een 4-voudig WWE Intercontinental Champion en 3-voudig WWE Hardcore Champion. Met zijn broer Matt won hij zes keer het WWE World Tag Team Championship, waardoor Hardy de 18e Triple Crown Champion en 9e Grand Slam Champion was in de geschiedenis.
Tussendoor was hij twee keer lid van de worstelorganisatie Total Nonstop Action Wrestling (TNA). Hardy is een 3-voudig TNA World Heavyweight Champion en 2-voudig TNA World Tag Team Champion. Hardy keerde terug naar de World Wrestling Entertainment in april 2017, net als broer Matt, bij het evenement WrestleMania 33. Na zijn terugkeer veroverde Hardy het WWE United States Championship.

## Professioneel worstelcarrière

### Vroege carrière (1993-1998)
Hardy citeerde dat hij als kind geïnspireerd was door Sting, The Ultimate Warrior en Shawn Michaels. In 1993 was een zestienjarige Hardy te zien in de World Wrestling Federation (WWF) als "jobber" (jargon: iemand die verliest en andere worstelaars er beter laat uitzien). Zijn eerste officiële wedstrijd was er één tegen Razor Ramon op 24 mei 1994. De volgende dag worstelde hij tegen The 1-2-3 Kid en werd uitgezonden in een aflevering van Superstars op 25 juni 1994.
Hardy, samen met zijn broer Matt en vrienden, startte daarna zijn eigen federatie, de "Trampoline Wrestling Federation" (TWF). Ze deden de bewegingen na die ze zagen op televisie. Later kreeg de federatie verschillende andere namen, tot het uiteindelijk werd geïntegreerd in een kermis in North Carolina. De broers en hun vrienden werkten dan voor andere onafhankelijke worstelorganisaties. Voordat ze terugkeerde naar de WWF, stichtte Matt een worstelorganisatie met Thomas Simpson, met name "Organization of Modern Extreme Grappling Arts" (OMEGA). Deze organisatie werd succesvoller dan "TWF" en omvatte talenten zoals de gebroeders Hardy, Shannon Moore, Gregory Helms, Joey Matthews en Steve Corino.
In april 1998 werd de promotie gesloten en sloten de broers een nieuwe overeenkomst met de WWF.

### World Wrestling Federation/Entertainment (1998-2003)

#### The Hardy Boyz (1998-2003)
Nadat ze in 1998 een contract tekenden bij de World Wrestling Entertainment werden Jeff en Matt Hardy getraind door Dory Funk Jr. in zijn "Funkin' Dojo" met andere bekende worstelaars zoals Kurt Angle, Christian, Test en A-Train. Toen de broers doorstroomden naar de televisieshows vormden ze het acrobatische tag team "The Hardy Boyz".
Op 5 juli 1999 wonnen ze voor het eerst in hun carrière het WWF Tag Team Championship door Acolytes Protection Agency te verslaan, maar een maand later moesten ze de titels weer afstaan aan hen. "The Hardy Boyz" versloegen Edge en Christian in de allereerste tag team ladder match bij het evenement No Mercy, waarna ze steun kregen van Terri Runnels. In 2000 kregen "The Hardy Boyz" met (werkelijke) vriendin Lita een nieuwe manager. Samen stonden de drie bekend als Team Xtreme. Doorheen het jaar 2000 zetten de broers hun verhaallijn met Edge en Christian verder en versloegen hen twee keer voor het WWF Tag Team Championship. "The Hardy Boyz" werden verslagen door Edge en Christian in respectievelijk een legendarische Triangle ladder match en Tables, Ladders and Chairs match bij de evenementen WrestleMania 2000 en WrestleMania X-Seven. The Dudley Boyz waren de andere uitdagers.
Hardy werd immens populair in 2000 vanwege zijn risicovolle luchtmanoeuvres in de revolutionaire "Tables, Ladders and Chairs matches" en maakte naam voor zichzelf als een van de meest roekeloze en onorthodoxe worstelaars van zijn generatie. In 2001 begon Hardy zijn solocarrière en veroverde achtereenvolgens het WWF Intercontinental Championship - door Triple H te verslaan -, WWF Light Heavyweight Championship - met een overwinning tegen Jerry Lynn - en WWF Hardcore Championship - twee keer, met overwinningen tegen Mike Awesome en Rob Van Dam. Hardy veroverde het WWE Harcorde Championship later nog eens met een overwinning tegen John "Bradshaw" Layfield in een aflevering van Monday Night Raw op 29 juli 2002.
In 2002 begonnen "The Hardy Boyz" een verhaallijn naast Brock Lesnar. Matt werd aangevallen door Lesnar, wat er toe leidde dat een boze Jeff wraak wilde nemen. Jeff nam het op tegen Lesnar bij het evenement Backlash, waar hij verloor via technische knock-out. "The Hardy Boyz" werden telkens verslagen door Lesnar in hun daaropvolgende confrontaties. Enkele maanden later vestigde Jeff zijn aandacht op The Undertaker, maar hij verloor van The Undertaker in een Ladder match voor het WWE Undisputed Championship op 1 juli 2002. Jeff kreeg wel het respect van The Undertaker, die hem de hand schudde.
Jeff streed meerdere keren voor individuele titels, maar was onsuccesvol. Uiteindelijk gingen "The Hardy Boyz" uit elkaar. Matt was vanaf 2003 actief in het programma Friday Night SmackDown!, terwijl Jeff actief bleef in de show Monday Night Raw. Hierna speelde Jeff in verschillende verhaallijnen. Jeff werd verslagen door Chris Jericho bij het evenement No Way Out in februari 2003. Jeff vormde een tag team met Shawn Michaels en kort daarna Trish Stratus nadat hij haar hielp tegen Stevie Richards en Victoria.
In zijn laatste wedstrijd voordat hij werd ontslagen, werd hij verslagen door Dwayne "The Rock" Johnson in een aflevering van Raw op 7 april 2003. Hardy werd ontslagen op 22 april 2003, met als reden slecht gedrag, aftakelende performance in de ring wegens druggebruik, weigerachtige houding ten opzichte van rehabilitatie en het feit dat hij steeds te laat kwam of helemaal niet op kwam dagen voor shows.

### Total Nonstop Action Wrestling (2004-2006)

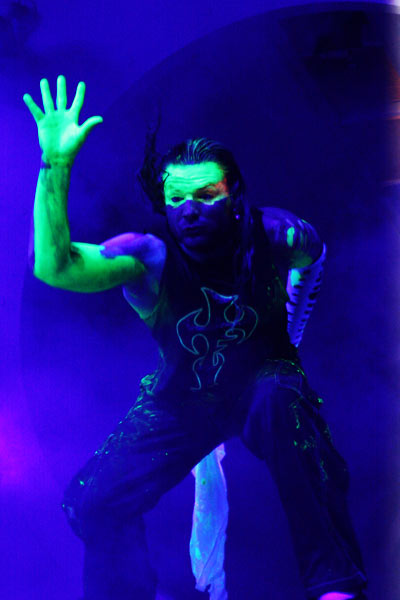
Hardy bij TNA in 2005

Op 23 juni 2004 debuteerde Hardy in de Total Nonstop Action Wrestling (TNA) bij het evenement Second Anniversary Show, met een confrontatie tegen A.J. Styles voor het TNA X Division Championship van die laatste. Hardy introduceerde zijn nieuw themalied "Modest" en kreeg met "The Charismatic Enigma" een nieuwe bijnaam. De wedstrijd eindigde met een gelijkspel (jargon: no contest) toen Kid Kash en Dallas zich roerden. Hardy keerde terug naar TNA op 21 juli 2004 en kreeg zicht op het "NWA World Heavyweight Championship", later omgedoopt tot TNA World Heavyweight Championship. Op 8 september 2004 daagde Hardy kampioen Jeff Jarrett uit voor de titel, maar verloor.
In oktober 2004 won hij een toernooi en verdiende een kans op het NWA World Heavyweight Championship op 7 november 2004 bij het evenement Victory Road. Hardy was in een ladder match opnieuw verslagen door Jarrett ten gevolge van verstoring door Kevin Nash en Scott Hall. Een maand later versloegen Hardy, Styles en Randy Savage een team bestaande uit Jeff Jarrett, Scott Hall en Kevin Nash - collectief bekend als "Kings of Wrestling" - bij het evenement Turning Point. Hardy versloeg Hall bij het evenement Final Resolution op 16 januari 2005.
Hardy werd verslagen door Abyss in een "Full Metal Mayhem"-wedstrijd bij het evenement Against All Odds in februari 2005, waar men de uitdager bepaalde voor het NWA World Heavyweight Championship. Toch versloeg hij Abyss in een "Falls Count Anywhere"-wedstrijd bij het evenement Destination X op 13 maart 2005. Hardy raakte toen betrokken in een verhaallijn naast Raven, waarna hij Raven versloeg in een Steel Cage match bij het evenement Lockdown op 24 april 2005.
Hardy werd op non-actief gezet omdat hij niet kwam opdagen voor een "Clockwork Orange House of Fun"-wedstrijd met Raven bij het evenement Hard Justice op 15 mei 2005, volgens hem door vluchtproblemen. Hardy's schorsing werd opgeheven op 5 augustus 2005. Hardy keerde terug bij het evenement Sacrifice op 14 augustus 2005, waar hij Jeff Jarrett aanviel. Hardy worstelde zijn eerste wedstrijd in vier maanden bij het evenement Unbreakable op 11 september 2005, maar werd verslagen door Bobby Roode wegens inmenging van Jarrett.
In oktober 2005 kreeg Hardy het aan de stok met zowel Abyss, Rhino als Sabu. De vier namen het tegen elkaar op bij het evenement Bound for Glory op 23 oktober 2005, waar Rhino als winnaar uit de bus kwam. In die wedstrijd voerde Hardy een kenmerkende "Swanton Bomb" uit op Abyss vanaf meer dan 5 meter hoogte. Later die avond nam Hardy deel in een "battle royal" (jargon: eliminatiewedstrijd) om de uitdager te bepalen voor het NWA World Heavyweight Championship, die echter ook werd gewonnen door Rhino.
Hardy was voorzien in het voorprogramma van het evenement Turning Point op 11 december 2005, maar kwam niet opdagen. Volgens hem was zijn afwezigheid het gevolg van vluchtproblemen, maar hij werd opnieuw geschorst door de organisatie. Als resultaat hiervan verscheen Hardy de volgende maanden slechts op verschillende live-evenementen (jargon: house shows) die door de TNA georganiseerd werden in samenwerking met Dave Hebner en diens "United Wrestling Federation". Niet veel later verliet Hardy TNA Wrestling.

### Terugkeer naar de World Wrestling Entertainment (2006-2009)

#### WWE Intercontinental Championship (2006-2007)

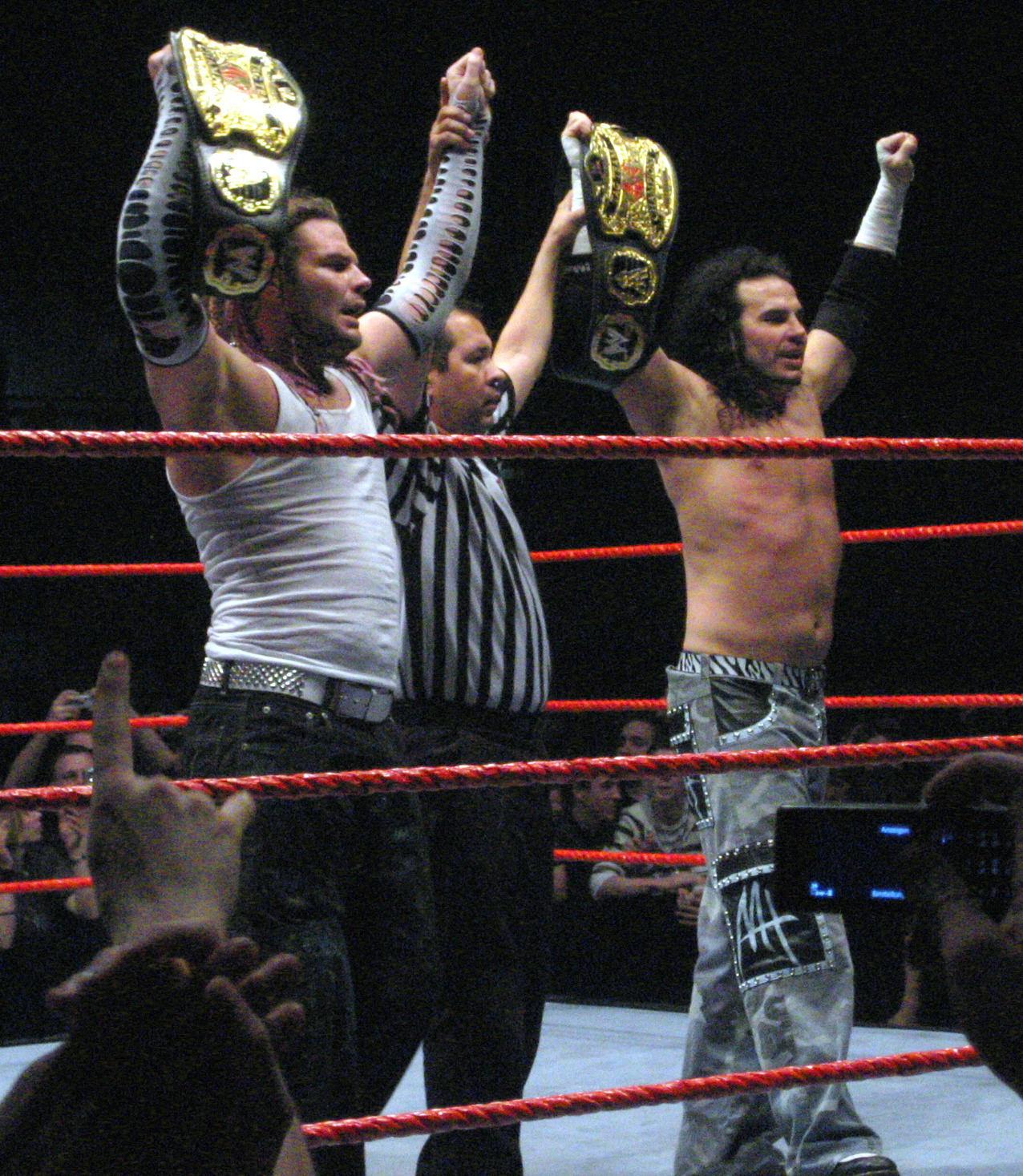
Hardy Boyz, Jeff (links) en Matt (rechts)

Op 4 augustus 2006 maakte de World Wrestling Entertainment bekend dat Hardy opnieuw een contract had getekend. Drie weken later maakte Hardy zijn terugkeer in een aflevering van Monday Night Raw op 21 augustus 2006. Hardy versloeg daarin toenmalig WWE Champion Edge via diskwalificatie, waardoor Edge kampioen bleef.
Hardy faalde aanvankelijk het WWE Intercontinental Championship binnen te halen van John "Johnny Nitro" Morrison, inclusief bij het evenement Unforgiven, maar versloeg Nitro uiteindelijk in een aflevering van Raw op 2 oktober 2006. Tijdens een aflevering van Raw op 6 november 2006 verloor hij de titel weer aan Nitro, nadat die laatste Hardy sloeg met de titelriem. Hardy legde weer beslag op het kampioenschap in een aflevering van Raw op 3 november 2006.
Tijdens een aflevering van ECW op 21 november 2006 vormde Jeff opnieuw een tag team met zijn broer Matt, waardoor The Hardy Boyz voor het eerst in ongeveer 5 jaar terug bij elkaar kwamen. "The Hardy Boyz" versloegen al snel "The Full Blooded Italians" (Chuck Palumbo & Johnny Stamboli). "The Hardy Boyz" waren lid van het team van D-Generation X (met Shawn Michaels, Triple H en CM Punk) bij het evenement Survivor Series. "Team DX" versloeg Team Rated-RKO (Edge, Randy Orton, Gregory Helms, Mike Knox en Johnny Nitro).
Tijdens een aflevering van Raw op 2 april 2007 namen "The Hardy Boyz" namen deel aan een "battle royal" voor het WWE World Tag Team Championship. Ze wonnen de titels nadat ze Lance Cade en Trevor Murdoch als laatste elimineerden. Ze verdedigden het kampioenschap met succes tegen Cade en Murdoch bij het evenement Backlash en opnieuw bij het evenement Judgment Day. Tijdens een aflevering van Raw op 4 juni 2007 moesten ze de titels afstaan aan Cade en Murdoch.
In augustus 2007 was Hardy even inactief nadat hij zich blesseerde in een wedstrijd tegen Mr. Kennedy op 23 juli 2007. Hardy kwam slecht neer na een val. Op 27 augustus 2007 maakte Hardy zijn terugkeer en versloeg Mr. Kennedy via diskwalificatie nadat Umaga de boel verstoorde. Een week later behaalde Hardy met succes voor de vierde keer het WWE Intercontinental Championship met een overwinning tegen Umaga. Hardy moest het kampioenschap na 190 dagen doorgeven aan Chris Jericho op 10 maart 2008.

#### World Heavyweight Championship (2008-2009)
In februari 2008 nam Hardy deel aan een Elimination Chamber match bij het evenement No Way Out, waar hij overbleef met winnaar Triple H. Tijdens een aflevering van Monday Night Raw op 3 maart 2008 was hij te gast in Chris Jericho's praatprogramma Highlight Reel, maar dat eindigde in een fysieke aanvaring. Het resulteerde een week later in eerdergenoemd verlies van het WWE Intercontinental Championship voor Hardy.
Op 11 maart 2008 werd Hardy voor 60 dagen geschorst nadat hij voor de tweede keer de gezondheidsregels van het bedrijf schond. Tijdens een aflevering van Raw op 12 mei 2008 keerde Hardy terug en versloeg Umaga. Hardy en Umaga ontmoetten elkaar in een "Falls Count Anywhere"-wedstrijd bij het evenement One Night Stand, waar Hardy zegevierde.
Tijdens een aflevering van Friday Night SmackDown! - waar hij voortaan actief was - op 4 juli 2008 versloeg hij John Morrison. Hardy nam toen deel aan een WWE Championship-toernooi bij het evenement Unforgiven en kreeg nog een titelkans bij de evenementen No Mercy en Cyber Sunday, maar faalde telkenmale. Hardy versloeg titelverdediger Edge en Triple H voor het WWE Championship bij het evenement Armageddon, zijn eerste wereldtitel.
Hardy verloor zijn WWE Championship in januari 2009 aan Edge bij het evenement Royal Rumble met dank aan zijn broer Matt, die hem aanviel met een klapstoel. Hardy versloeg Edge voor het World Heavyweight Championship in een ladder match bij het inaugurele evenement Extreme Rules. CM Punk diende echter succesvol zijn Money in the Bank-koffer in, waardoor Hardy het kampioenschap verloor. Hardy kreeg een herkansing bij het evenement The Bash en klopte CM Punk via diskwalificatie, een regel die stelt dat een kampioenschap niet van houder mag veranderen.
Hardy versloeg CM Punk bij het evenement Night of Champions en heroverde het World Heavyweight Championship, vooralsnog zijn laatste wereldtitel. Een maand later verloor Hardy het kampioenschap aan CM Punk in een Tables, Ladders and Chairs match bij het evenement SummerSlam. Tijdens een aflevering van SmackDown! op 28 augustus 2008 versloeg CM Punk hem in een Steel Cage match, waardoor Hardy volgens de verhaallijn de federatie moest verlaten. Door het realiseren van deze verhaallijn kon Hardy revalideren van enkele blessures. Hardy keerde echter niet meer terug en sloot een nieuwe overeenkomst met Total Nonstop Action Wrestling.

### Terugkeer naar Total Nonstop Action Wrestling (2010-2017)
Op 4 januari 2010 maakte Hardy zijn terugkeer in de Total Nonstop Action Wrestling in een Steel Asylum match. Hardy was onder andere lid van het team van Hulk Hogan, dat het team van Ric Flair versloeg bij het evenement Lockdown. In oktober 2012 veroverde Hardy het TNA World Heavyweight Championship bij het evenement Bound for Glory met een overwinning tegen Austin Aries. Hardy moest de titel afstaan aan Bully Ray bij het evenement Lockdown, nadat hij een Steel Cage match verloor.
In februari 2014 introduceerde Hardy een nieuw alter ego, "Willow the Whisp", zoals hij in het verleden al eerder deed in verschillende onafhankelijke worstelorganisaties. "Willow" debuteerde als lid van team Montel Vontavious Porter bij het evenement Lockdown. Na enkele maanden als "Willow" te hebben geworsteld, keerde hij terug als "Jeff Hardy" - zijn geboortenaam als ringnaam - op verzoek van Kurt Angle, de toenmalige (kayfabe) "Director of Wrestling Operations". Bij zijn "terugkeer" won Hardy gelijk een "battle royal" en kreeg hierdoor een kans op het TNA World Heavyweight Championship tegen Bobby Lashley, maar verloor.
Jeffs broer Matt keerde verrassend terug in een aflevering van Impact Wrestling op 24 juli 2014, onder meer nadat hij in 2010 de laan uit werd gestuurd bij de World Wrestling Entertainment. The Hardy Boyz keerden terug en daagden toenmalig TNA World Tag Team Champions "The (American) Wolves" (Davey Richards & Eddie Edwards) uit voor een titelwedstrijd. "The Wolves" accepteerden, maar "The Hardy Boyz" verloren. Hierna begon een verhaallijn tussen "The Hardy Boyz", "The Wolves" en Team 3D - naam van "The Dudley Boyz" in de TNA - die handelde over wie het beste tag team ooit was.
Hardy verliet de Total Nonstop Action Wrestling in het voorjaar van 2017, enkele weken na samensmelting van het TNA World Tag Team Championship en het onafhankelijke "MCW Tag Team Championship". "The Hardy Boyz", in die periode bekend als "The Broken Hardy's" met Jeff als "Brother Nero", versloegen Abyss en Crazzy Steve bij het evenement Bound for Glory. "The Hardy Boyz" unificeerden echter het kampioenschap met het "MCW Tag Team Championship" van "Maryland Championship Wrestling", dat in handen was gekomen van TNA. "The Hardy Boyz" klopten "The Ecktourage" (Eric Chapel & Dirty Money).

### Tweede terugkeer naar WWE (2017-2021)

#### Reünie van "The Hardy Boyz" (2017-2019)
Op 3 april 2017 keerde Jeff samen met broer Matt terug naar de World Wrestling Entertainment bij het evenement WrestleMania 33. Hun opkomst was een totale verrassing. The Hardy Boyz keerden terug in een fatal 4 way ladder match en veroverden het WWE Raw Tag Team Championship van "The Club" (Luke Gallows & Karl Anderson). Cesaro & Sheamus en Enzo Amore & Big Cass waren de andere uitdagers.
"The Hardy Boyz" verloren de titelriemen aan Cesaro en Sheamus bij het evenement Extreme Rules in juni 2017. "The Hardy Boyz" veroverden twee jaar later het WWE SmackDown Tag Team Championship met een overwinning tegen The Usos in een aflevering van Tuesday Night SmackDown! Live op 9 april 2019, maar door een blessure van Jeff moesten ze het kampioenschap beschikbaar stellen. Daniel Bryan en Erick Rowan wonnen de vacante titelriemen op 7 mei 2019. Matt Hardy vormde tussendoor ook een tag team met Bray Wyatt.

#### WWE United States Championship (2018-2021)
Hardy veroverde individueel het WWE United States Championship, waardoor zijn palmares in de World Wrestling Entertainment compleet was. Hardy versloeg Jinder Mahal in een aflevering van Monday Night Raw op 16 april 2018. Drie maanden later daagde Shinsuke Nakamura hem uit voor het kampioenschap bij het evenement Extreme Rules, waar hij verloor. In september werd Hardy verslagen door Randy Orton in een roemrijke Hell in a Cell match bij het gelijknamig evenement, waarin Orton een diepe snee trok in zijn oorlel met een schroevendraaier.
Hardy was akkoord gegaan met deze "calling spot" (jargon: kantelmoment of scharniermoment in een wedstrijd) en keerde relatief snel terug naar de ring. De wedstrijd was tevens de eerste "Hell in a Cell match" met een rode, stalen kooi. Daarvoor werd steeds gebruik gemaakt van een grijs exemplaar, maar het ontwerp kreeg dus een upgrade. Hardy nam in februari 2019 deel aan een Elimination Chamber match voor het WWE Championship, maar verloor. Titelverdediger Daniel Bryan kaapte de zege weg. Hardy werd als tweede geëlimineerd door Bryan.

## In worstelen
- Finishers
  - Reverse of Fate
  - Spine Line
  - Swanton Bomb
  - Twist of Fate
  - Diving clothesline
- Signature moves
  - Diving leg drop
  - Double knee facebreaker (2002–2003)
  - Double leg drop
  - Double leg roll-up pin
  - Horizontal baseball slide
  - Leapfrog Leg Drop
  - Leg–feed spinning mule kick
  - Rope aided corner dropkick
  - Sitout inverted suplex slam
  - Sitout jawbreaker
  - Slingshot crossbody
  - Snap reverse powerbomb (2008)
  - Snap reverse (Total Nonstop Action Wrestling (TNA))
  - Springboard moonsault
  - Whisper in the Wind
- Managers
  - Michael Hayes
  - Matt Hardy
  - Lita
  - Trish Stratus
  - Terri Runnels

## Prestaties
- Nattional Championship Wrestling

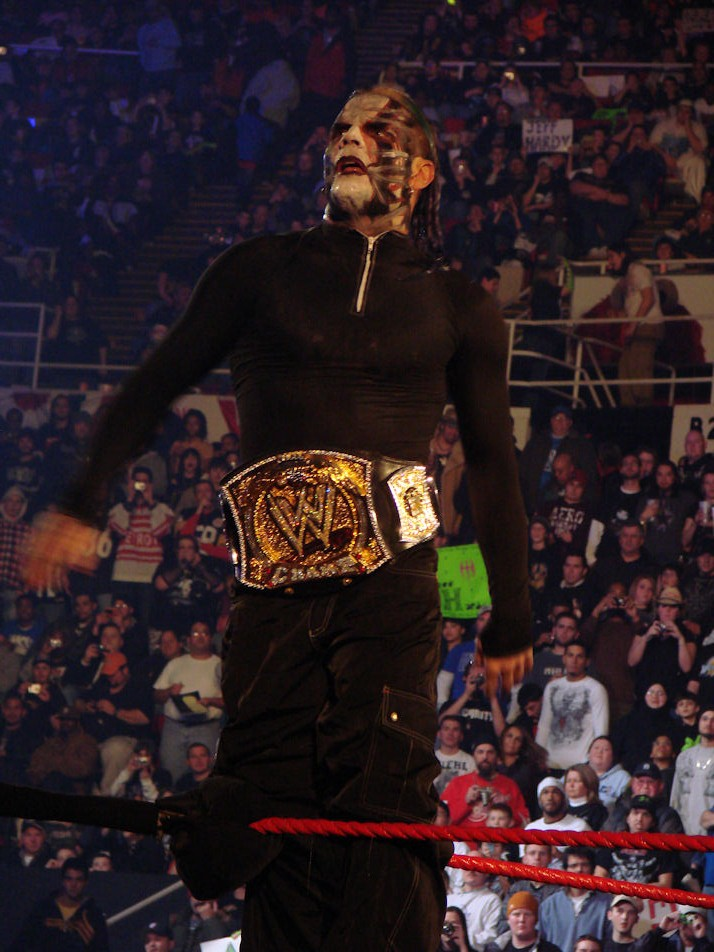
Hardy als WWE Champion op Royal Rumble

  - NCW Light Heavyweight Championship (2 keer)
  - NDW Light Heavyweight Championship (1 keer)
- New Frontier Wrestling Association
  - NFWA Heavyweight Championship (1 keer)
- North East Wrestling
  - NEW Junior Heavyweight Championship (1 keer)
- NWA 2000
  - NWA 2000 Tag Team Championship (1 keer met Matt Hardy)
- Organization of Modern Extreme Grappling Arts
  - OMEGA New Frontiers Championship (1 keer)
  - OMEGA Tag Team Championship (1 keer met Matt Hardy)
- Pro Wrestling Illustrated
  - PWI Comeback of the Year (2007 & 2012)
  - PWI Match of the Year (2000) met Matt Hardy vs. The Dudley Boyz en Edge en Christian in Triangle Ladder Match op WrestleMania 2000
  - PWI Match of the Year (2001) met Matt Hardy vs. The Dudley Boyz en Edge en Christian in TLC II match op WrestleMania X-Seven
  - PWI Most Popular Wrestler of the Year (2008)
  - PWI Tag Team of the Year (2000) met Matt Hardy
- Total Nonstop Action Wrestling
  - TNA World Heavyweight Championship (3 keer)
  - TNA World Tag Team Championship (2 keer, met Matt Hardy/Broken Matt Hardy)
  - Bound For Glories Series (2012)
  - TNA World Cup (2015) – met Gunner, Davey Richards, Rockstar Spud, Crazzy Steve & Gail Kim
  - TNA World Cup (2016) – met Eddie Edwards, Jessie Godderz, Robbie E & Jade
  - TNA Wrestler of the Year (2012)
  - Race for the Case (2017 – Green Case)
- Universal Wrestling Association
  - UWA World Middleweight Championship (1 keer)
- World Wrestling Federation / World Wrestling Entertainment
  - WCW Tag Team Championship (1 keer met Matt Hardy)
  - WWE World Heavyweight Championship (2 keer)
  - WWE Championship (1 keer)
  - WWE World Tag Team Championship (6 keer met Matt Hardy)
  - WWE Tag Team Championship (1 keer met Matt Hardy)
  - WWF/WWE Intercontinental Championship (4 keer)
  - WWF Hardcore Championship (3 keer)
  - WWF Light Heavyweight Championship (1 keer)
  - WWE European Championship (1 keer)
  - Grand Slam Championship (9de)
  - Triple Crown Championship (18de)
  - Slammy Award
    - Extreme Moment of the Year (2008)
    - Extreme Moment of the year (2009)
- Ring of Honor
  - ROH World Tag Team Championship (1 keer, met Broken Matt Hardy)
- Wrestling Observer Newsletter awards
  - Best Flying Wrestler (2000)

## Artistieke uitingen
Hardy heeft een grote variatie aan interesses buiten worstelen. Op een bepaald moment heeft Hardy een 7 meter hoog beeld van een "aluminummy" gemaakt van zilverfolie, boven zijn opnamestudio (een gespoten caravan). Op een ander moment heeft hij een kunstmatige vulkaan gemaakt in zijn voortuin, waar hij oversprong met zijn motorcross bike. Hij is ook een kunstenaar en een dichter.
In 2003 vormde Hardy een band Peroxwhy?gen, samen met worstelaar Shannon Moore en leden van de band Burnside 6. De band heeft twee nummers opgenomen. Een was September Day, een liedje dat Jeff heeft geschreven als reactie op 11 september. Geruchten gaan dat Peroxwhy?gen uit elkaar was gegaan in 2004 kort na het opnemen van de song "Modest", die Hardy later gebruikte als zijn entrance muziek in Total Nonstop Action Wrestling. Toch werd er op de officiële Peroxwhy?gen MySpace op 27 april 2006 het volgende bericht gepost in de blog. "Yes we are still together and writing songs. No we are not broken up. JR from the band runs this site." Ondanks dit bericht heeft een beheerder van de "The Matt Hardy Show" website gezegd dat Jeff momenteel aan het werk is aan zijn solocarrière als muziek act en Peroxwhy?gen heeft verlaten.
In mei 2005 vergezelde Jeff zijn broer Matt in een zij project bekend als TheHardyShow.com. Shannon Moore werkt ook mee en thehardyshow.com is een creatieve uitlaat gebruikt door Jeff, Matt en Shannon om hun leven buiten de ring te laten zien. Jeff Hardy's favoriete karakter om te laten zien staat bekend als Itchweed, een landschapmakende legende van de buitenste regionen van tijd en ruimte, en maakt soms verschijningen in de show.
Hardy verscheen op 7 februari 1999 in een aflevering van That '70s Show, getiteld "That Wrestling Show", samen met zijn broer Matt. Hij verscheen als zichzelf in de aflevering van Fear Factor op 25 februari 2002 samen met 5 andere WWE kampioenen en werd geëlimineerd in de eerste ronde.

## Boeken
- Hardy, Jeff; Hardy, Matt; en Krugman, Michael (2003) The Hardy Boyz: Exist 2 Inspire

## Dvd's
- The Hardy Boyz: Leap of Faith (2001)
- Enigma: The Best of Jeff Hardy (2005)
- Pro Wrestling's Ultimate Insiders: Hardy Boys - From the Backyard to the Big Time (2005)
- Twist of Fate: The Matt and Jeff Hardy Story (2008)
- Jeff Hardy, My Life My Rules (2009)